# Kafelulang
Kafelulang is een bestuurslaag in het regentschap Alor van de provincie Oost-Nusa Tenggara, Indonesië. Kafelulang telt 895 inwoners (volkstelling 2010).